# Calamaria longirostris
Calamaria longirostris — вид змій родини полозових (Colubridae). Ендемік Індонезії.

## Поширення й екологія
Calamaria longirostris є ендеміками острова Бутон, що лежить на південний схід від Сулавесі. Вони живуть у вологих тропічних лісах, на висоті від 350 до 500 м над рівнем моря.

## Збереження
МСОП класифікує цей вид як такий, що перебуває на межі зникнення. Calamaria longirostris загрожує знищення природного середовища.